# 椎名美智
椎名 美智（しいな みち、1956年- ）は、日本の言語学者。法政大学教授。

## 人物・来歴
宮崎県生まれ。1978年お茶の水女子大学文教育学部英文科卒業、エジンバラ大学大学院修士課程修了、88年お茶の水女子大学大学院比較文化学博士課程満期退学、ランカスター大学大学院博士課程修了、Ph.D.、2019年放送大学大学院博士課程修了、「「させていただく」という問題系 歴史社会語用論的調査と考察」で学術博士の学位を取得。1990年駿河台大学経済学部専任講師、1995年法政大学文学部英文学科専任講師、97年助教授、2003年教授。2020年日本語用論学会評議員。専門は言語学、特に歴史語用論、コミュニケーション論、文体論。

## 著書

### 単著
- 『「させていただく」の語用論 人はなぜ使いたくなるのか』ひつじ書房, 2021.1
- 『「させていただく」の使い方 日本語と敬語のゆくえ』角川新書 2022.1

### 共著
- 「させていただく 大研究」くろしお出版 2022年

### 共編著
- 『歴史語用論入門 過去のコミュニケーションを復元する』(シリーズ・言語学フロンティア)高田博行,小野寺典子共編著. 大修館書店, 2011.4
- 『歴史語用論の世界 文法化・待遇表現・発話行為』金水敏,高田博行共編. ひつじ書房, 2014.6
- 『イン／ポライトネス　からまる善意と悪意』滝浦真人共編著. ひつじ書房, 2023.4

### 翻訳
- ジェーン・ギャロップ『ラカンを読む』富山太佳夫,三好みゆき共訳. 岩波書店, 1990
- デイヴィッド・カズンズ・ホイ編『フーコー 批判的読解』椎名正博共訳. 国文社, 1990.4
- エレイン・S.エイベルソン『淑女が盗みにはしるとき ヴィクトリア朝期アメリカのデパートと中流階級の万引き犯』吉田俊実共訳. 国文社, 1992.5
- レナート・ロサルド『文化と真実 社会分析の再構築』日本エディタースクール出版部, 1998.2
- スーエレン・ホイ『清潔文化の誕生』富山太佳夫 解説. 紀伊國屋書店, 1999.5
- レイモンド・ウィリアムズ『キーワード辞典 完訳』武田ちあき, 越智博美,松井優子共訳 平凡社, 2002.8 のち平凡社ライブラリー
- エリザベス・ライト『ラカンとポストフェミニズム』(ポストモダン・ブックス) 岩波書店, 2005.9
- フレドリック・ジェイムソン『目に見えるものの署名 ジェイムソン映画論』武田ちあき,末廣幹共訳. 法政大学出版局,叢書・ウニベルシタス 2015.6
- ジョナサン・カルペパー,マイケル・ホー『新しい語用論の世界 英語からのアプローチ』監訳, 加藤重広,滝浦真人,東泉裕子 訳. 研究社, 2020.7

## 論文
- <椎名美智